# Sân bay Horta
Sân bay Horta (tiếng Bồ Đào Nha: Aeroporto da Horta) là một sân bay nằm trên đảo Faial (Horta) tại Açores (IATA: HOR, ICAO: LPHR). Sân bay này có một đường băng dài 1700 m bề mặt nhựa đường.

## Các hãng bay theo lịch trình
- SATA Air Acores (Corvo Island, Flores Island, Ponta Delgada, Terceira)
- TAP Air Portugal (Lisbon)